# Elias Holl
Elias Holl (Augsburg, 28 de Fevereiro de 1573 - Augsburg, 6 de Janeiro de 1646) foi um arquiteto protestante do início da arquitetura barroca alemã.

## Vida
Elias Holl nasceu em Augsburgo, na Baviera do século XVI, descendente de uma família de construtores. Seu pai, Hans Holl (1512-1594) ensinou a profissão a Elias. Em 1596 ele se qualificou como arquiteto. Depois de um período vivendo na Itália, entre 1600-1601, ele visitou Bolzano e Veneza e, em 1602, ele se tornou mestre de obra (Werkmeister) de Augsburgo. Em 1629 ele perdeu seu posto de mestre construtor da cidade (Stadtbaumeister), por ser adepto do protestantismo, no contexto das guerras religiosas na Europa. Ele foi despedido em 1631.[carece de fontes?]

## Construções

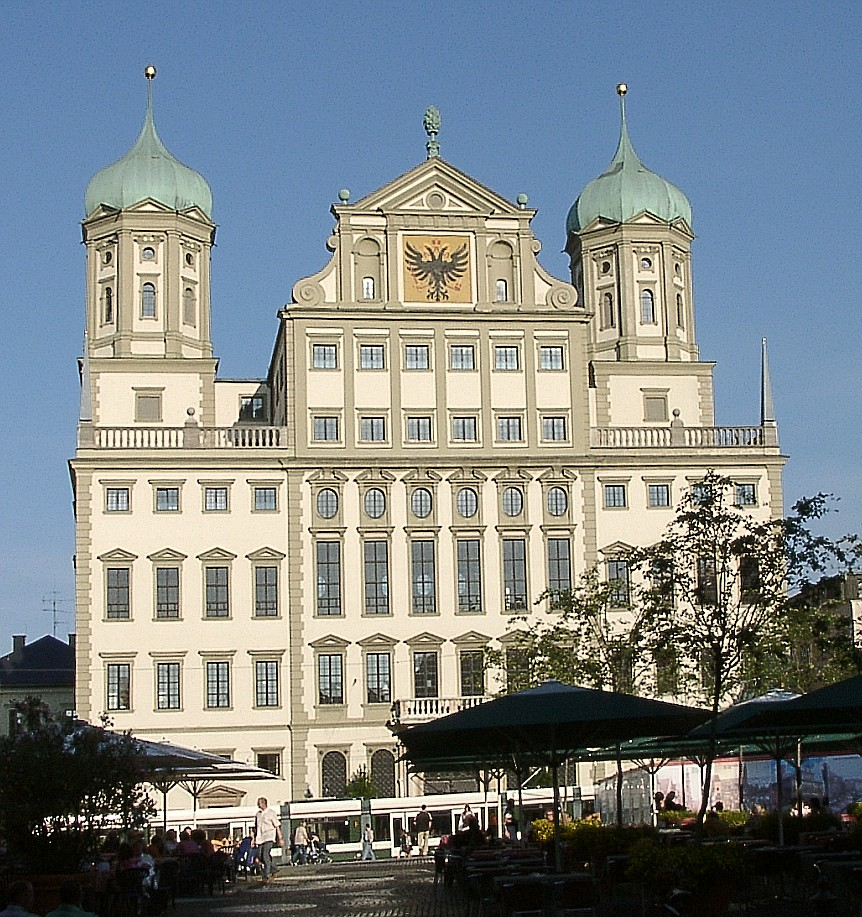
Prefeitura de Augsburg

Ele foi o arquiteto e construtor de monumentos de Augsburgo, como, por exemplo, o prédio da prefeitura da cidade, o Augsburger Rathaus. Outras obras são Zeughaus (1602-1607), Wertachbrucker Tor (1605) Stadtmetzg (1609), Ginásio de Santana (1613), anexo do Perlachturm (1614-1616) e o Heilig-Geist-Spital (1626-1631) (que contém o Augsburger Puppenkiste)